# دانشگاه کنکوک
دانشگاه کُنکوک (کره‌ای: 건국대학교; هانجا: 建國大學校؛ انگلیسی: Konkuk University) یک دانشگاه خصوصی جامع در کره جنوبی است. دانشگاه کنکوک در دوره‌های تحقیقاتی کشاورزی و علوم زیستی پیشرو است. دانشگاه کنکوک دستخوش تحولات اساسی در دههٔ گذشته شده‌است و عنوان «سریع‌ترین دانشگاه رو به رشد کره» را کسب کرده‌است. دانشگاه کنکوک پردیس‌هایی در دو شهر سئول و چونگجو دارد. پردیس سئول در بخش جنوب شرقی سئول و در نزدیکی رود هان واقع شده‌است.